# 張企程
張企程，字惟勇，號洛源，陕西汉中府洋縣人。明朝政治人物。

## 生平
萬曆十年（1582年）壬午科陝西鄉試舉人，萬曆十七年（1589年）己丑科進士，任山東章丘縣知縣。时有商杨化者，宿于于大蛟家，夜劫杀之，匿其尸中，魂乃附蛟族之汲水妇，以讼冤。程按其状，搜其家，得赀与尸，蛟服罪，人称神君。推谏垣，歴授工科右给事中、禮科左给事中，受命治河，奠安陵寝。晋太仆少卿，一年予假归田里。口不言公府事，以疾卒，咸为之悲悼，祀乡贤。

## 家族
曾祖張英。祖父張濟人。父張簡，恩貢、县丞。